# روزا ماريا برافو
روزا ماريا برافو (بالإسبانية: Rosa María Bravo)‏ هي دراجة إسبانية، ولدت في 25 أغسطس 1976 في باسكارا في إسبانيا.

## وصلات خارجية
- روزا ماريا برافو على موقع أرشيف الدراجات (الإنجليزية)
- روزا ماريا برافو على موقع إحصائيات الدراجات الإحترافية (الإنجليزية)
- روزا ماريا برافو على موقع CycleBase (الإنجليزية)